# Cultura swideriana

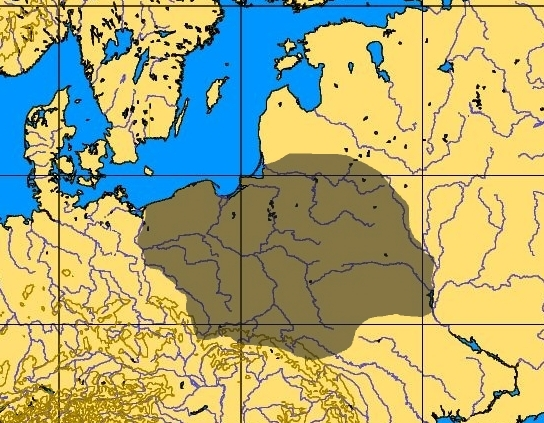
La mappa mostra l'area abitata dalla Cultura Swideriana.

La cultura swideriana (con alcune varianti fonetiche provenienti dalla letteratura inglese come svideriana e swederiana) è il nome delle complesse culture del tardo paleolitico stanziate in Polonia e nelle aree circostanti. Il sito rappresentativo è Swidry Wielkie, nell'Otwock. La Swideriana è riconosciuta come una cultura particolare che si sviluppò sulle dune di sabbia lasciate dietro dall'arretramento dei ghiacciai. Rimantiene (1996) considerava le relazioni tra la Swideriana e la Solutreana "notevoli, sebbene anche indirette", in contrasto con la cultura complessa di Bromme-Ahrensburg (cultura di Lyngby), per cui introdusse il termine "Magdaleniana Baltica" per generalizzare tutti gli altri gruppi della cultura nord-europea del Tardo Paleolitico che hanno una comune origine nella Aurignaziana.

## Sviluppo
Possono essere distinti tre periodi. Le lame di selce grezze dell'Antico Swideriano sono state trovate nell'area di Nowy Młyn nella regione dei Monti di Santa Croce (Holy Cross Mountains)in Polonia. Lo Sviluppo Swideriano apparve con le migrazioni dei gruppi di popolazioni a nord ed è caratterizzato da lame munite di punta: questo stadio separa la provincia culturale europea nord-occidentale, abbracciando Belgio, Paesi Bassi, Germania nord-ovest, Danimarca e Norvegia, da quella  dell'Europa centro-orientale, comprendente Slesia, Brandenburgo, Polonia, Lituania, Bielorussia, Russia Centrale, Ucraina e Crimea. Il Tardo Swideriano è caratterizzato da lame con il dorso smussato.
La Cultura Swideriana gioca un ruolo centrale nella transizione dal Palaeolitico al Mesolitico. È stato generalmente accettato che la maggior parte della popolazione swideriana emigrò alla fine del Pleistocene (10.000 anni BP non-calibrati; 9.500 a.C. calibrati) verso nord-est seguendo l'arretramento della tundra, dopo il Dryas recente. Le attuali date del radiocarbonio dimostrano che alcuni gruppi del Complesso Svidero-Ahrensburgiano persistettreo nel Preboreale. Diversamente dall Europa occidentale, i gruppi mesolitici adesso abitanti le pianure della Polonia erano dei nuovi arrivati. Questo è stato attestato da un intervallo di tempo lungo 300 anni fra il Palaeolitico più recente e la più arcaica occupazione del Mesolitico. Il sito più antico del Mesolitico è Chwalim, localizzato nella Polonia occidentale; esso è più vecchio dei siti mesolitici situati ad est nella Polonia centrale e nord-orientale di circa 150 anni. Di conseguenza, la popolazione mesolitica avanzò dall'ovest dopo un periodo di insediamento lungo 300 anni, e spostandosi gradualmente verso est. La mancanza di buon materiale di selce grezza nella Polonia del primo Mesolitico è stata interpretata perciò con il fatto che le nuove genti arrivate non si erano ancora fatte conoscere tramite le migliori produzioni di selce, provando così la loro origine esterna.

## Impatto
L'archeologo ucraino L. Zalizniak (1989, p. 83-84) crede che la cultura di Kunda della Russia Centrale e della zona del Baltico, ed altre cosiddette culture post-Swideriane, derivino dalla Cultura Swideriana. Sorokin (2004) rigetta l'ipotesi del "contatto" per la formazione della cultura di Kunda e sostiene che essa ebbe origine dalle migrazioni stagionali della popolazione swideriana proprio al limite tra il Pleistocene e l'Olocene quando la sussistenza umana era basata sulla caccia delle renne. Molti dei più arcaici siti mesolitici in Finlandia sono post-Swideriani; questi includono il sito di Ristola nel Lahti e i due siti di Saarenoja nel Joutseno con oggetti litici di selce importata, come pure il sito di Sujala nel Utsjoki, in Lapponia. Il materiale grezzo della raccolta litica a Sujala iniziò nella Penisola di Varanger nella Norvegia settentrionale. Riguardo a questa regione, il punto di vista considerato comunemente oggi è che l'insediamento più antico della costa nordica norvegese originasse dalla cultura di Fosna nella costa occidentale e sud-occidentale della Norvegia e fondamentalmente alla fine della cultura paleolitica di Ahrensburg dell'Europa nord-occidentale. La combinazione di un materiale grezzo costiero e una tecnica litica tipica del tardo Paleolitico e delle manifatture del primissimo Mesolitico del Nord Europa, originariamente suggeriva che la Sujala fosse contemporanea alla 1ª fase del Mesolitico della Finnmark norvegese (cultura di Komsa propriamente), risalente fra 9.000 e 10.000 anni BP. Paralleli proposti con la tecnologia della lama tra i reperti del primissimo Mesolitico nella Norvegia meridionale avrebbero posto il ritrovamento più vicino a 10.000 anni BP o anche prima. Tuttavia, un collegamento preliminare al primo insediamento nella Norvegia settentrionale viene contraddetto dalla forma delle punte e dalla tecnologia di riduzione della lama riferite al sito di Sujala. La punta lavorata in modo bifacciale e il ritocco ventrale sull'estremità delle punte delle frecce e la tecnica di pressione utilizzata nella manifattura della lama sono rare o del tutto assenti nei contesti Ahrensburghiani, ma molto caratteristici delle cosiddette culture Post-Swideriane della Russia nord-occidentale. Là, gli equivalenti dei nuclei della Sujala possono essere trovati. L'assembramento della Sujala è attualmente considerato indiscutibilmente post-Swideriano ed è datato dal radiocarbonio a 9265-8930 BP, essendo la vera età approssimativamente di 8300-8200 anni Cal a.C. Una tale influenza dal primo Mesolitico proveniente dalla Russia o dal Baltico può implicare una correzione alle precedenti riflessioni sulla colonizzazione della costa del Mare di Barents.

## Genetica
L'indagine genetica suggerisce che l'avvento della Cultura Swederiana può essere associata alla popolazione, come la cultura di Ahrensburg, con la diffusione dell'aplogruppo Y-DNA R1b, anche detto Hg P*(xR1a),  e sottolinea la somiglianza genetica con la Germania.